# Dos años dos
Dos años dos es una pirueta musical del grupo español La Romántica Banda Local, publicada dentro de su primer álbum vinilo de larga duración, aparecido en 1978. Con partitura musical de Fernando Luna, creador y compositor principal del grupo, y letra que firman el propio Luna, Ricardo Martín y Carlos Faraco. En la línea ecléctica e inclasificable de este grupo madrileño precursor de la "movida", Dos años dos funde aires y recursos musicales tan dispares como la balada pop, el cuplé, el chotis y un pasaje lírico de El lago de los cisnes de Chaikovski. En su instrumentación destacan, sobre la base electrónica, los sonidos del violín, el clarinete y el xilófono.

## Contenido y puesta en escena
Este tema de La Romántica Banda Local, inscrito en la vertiente más castiza de la "movida madrileña", evoca pasajes del tradicional sainete con tipos de un renovado y surrealista Madrid galdosiano, con Gary Cooper y Sara Montiel tomando cañas en un bar de la Glorieta de Bilbao.
Dos años dos, estrenada en el concierto celebrado en el Teatro Martín del madrileño barrio de Chueca, el 10 de enero de 1979, dio oportunidad al cantante y showman del grupo a desplegar una de sus lúdicas puestas en escena improvisadas, mezcla de cabaret, circo y rock and roll.

"Calle de Luchana, Bilbao y Fuencarral;
horchata en la glorieta y churritos en el bar.
Tu eres mi morena y te llevo a pasear.
Yo voy a darte un beso, tu me vas a abrazar".

...Los seguidores del rock más delicado e irónico tienen a La Romántica Banda Local en el pedestal reservado a los revolucionarios que supieron sacudir las anquilosadas conciencias musicales y convertirse en azote de falsos intelectuales y progres de ocasión.
Julián Molero.

### Coda
La última interpretación en público de Dos años dos ocurrió en la Sala Miguel Romero Esteo del Teatro Cervantes de Málaga, el 6 de abril de 2004, en una única representación ga-gá a cargo de la "Neorromántica Banda Local". El concierto, muy especial en todos sus aspectos, fue organizado por el humorista y dibujante Ángel Idígoras, dentro del programa cultural del Ciclo de música contada de esa capital andaluza. El evento contó con la participación 'estelar' de dos de los miembros de La Romántica Banda Local original: Quique Valiño, violinista, y Faraco, el cantante.